# High Life (Brian Eno e Karl Hyde)
High Life è un album discografico in studio collaborativo dei musicisti Brian Eno e Karl Hyde (membro degli Underworld), pubblicato da Warp Records nel 2014.

## Tracce
1. Return – 9:00
2. DBF – 4:14
3. Time to Waste It – 8:19
4. Lilac – 9:24
5. Moulded Life – 4:55
6. Cells & Bells – 7:41